# Copa Teixeira
A Copa Teixeira ( em inglês:  Teixeira Cup  ), foi um amistoso de futebol realizado entre Brasil e Chile, com o objetivo de selar a paz entre as duas seleções, após o incidente no Estádio do Maracanã ocorrido durante partida válida pelas eliminatórias da Copa do Mundo FIFA de 1990. Foi feito em homenagem a Expedito Teixeira, pai de Ricardo Teixeira.

A série foi jogada em um formato ida e volta. Depois de ambas as partidas terminarem em 0 a 0, o título da Copa Teixeira acabou dividido, com as duas equipes recebendo uma cópia do troféu.

## Detalhes da partida

### Primeira partida
| 17 de outubro de 1990 | Chile | 0 – 0     | Brasil | Estádio Nacional de Chile, Santiago              |
| 17:00 (UTC-3)         |       | Relatório |        | Público: 37,000 Árbitro: CHI Enrique Marin Gallo |

| Chile | Brasil |

| GK           |  | Marco Cornez    |  |    |
| DF           |  | Rubén Espinoza  |  |    |
| DF           |  | Lizardo Garrido |  |    |
| DF           |  | Eduardo Vilches |  |    |
| DF           |  | Javier Margas   |  |    |
| MF           |  | Jaime Pizarro   |  |    |
| MF           |  | Jorge Contreras |  | a' |
| MF           |  | Fabián Estay    |  |    |
| FW           |  | Jorge Aravena   |  |    |
| FW           |  | Ramón Garrido   |  |    |
| FW           |  | Rubén Martínez  |  | b' |
| Substitutes: |  |                 |  |    |
| MF           |  | Luis Pérez      |  | a' |
| FW           |  | Aníbal González |  | b' |
| Manager:     |  |                 |  |    |
| Arturo Salah |  |                 |  |    |

| GK                   | 1  | Sérgio            |  |    |
| DF                   | 2  | Gil Baiano        |  |    |
| DF                   | 3  | Paulão            |  |    |
| DF                   | 4  | Adílson           |  |    |
| DF                   | 6  | Leonardo          |  |    |
| MF                   | 5  | César Sampaio     |  |    |
| MF                   | 8  | Donizete Oliveira |  | a' |
| MF                   | 7  | Cafu              |  |    |
| FW                   | 10 | Neto              |  |    |
| FW                   | 9  | Túlio             |  |    |
| FW                   | 11 | Charles           |  | b' |
| Substitutes:         |    |                   |  |    |
| MF                   | 15 | Bismarck          |  | a' |
| MF                   | 17 | Valdeir           |  | b' |
| Manager:             |    |                   |  |    |
| Paulo Roberto Falcão |    |                   |  |    |

### Segunda partida
| 8 de novembro de 1990 | Brasil | 0 – 0     | Chile | Mangueirão, Belém                              |
| 17:00 (UTC-3)         |        | Relatório |       | Público: 33,664 Árbitro: BRA Luis Carlos Felix |

| Brasil | Chile |

| GK                   | 1  | Sérgio            |    |    |
| DF                   | 2  | Gil Baiano        |    | a' |
| DF                   | 3  | Paulão            |    | b' |
| DF                   | 4  | Adílson           |    |    |
| DF                   | 6  | Lira              |    |    |
| MF                   | 5  | César Sampaio     |    | c' |
| MF                   | 8  | Donizete Oliveira |    |    |
| MF                   | 7  | Cafu              |    |    |
| FW                   | 10 | Neto              | d' |    |
| FW                   | 9  | Charles           |    |    |
| FW                   | 11 | Careca Bianchesi  |    |    |
| Substitutes:         |    |                   |    |    |
| MF                   | 15 | Luís Henrique     |    | a' |
| DF                   | 13 | Cléber            |    | b' |
| MF                   | 14 | Leonardo          |    | c' |
| MF                   | 16 | Valdeir           |    | d' |
| Manager:             |    |                   |    |    |
| Paulo Roberto Falcão |    |                   |    |    |

| GK           |  | Marco Cornez     |  |    |
| DF           |  | Andrés Romero    |  |    |
| DF           |  | Lizardo Garrido  |  |    |
| DF           |  | Eduardo Vilches  |  |    |
| DF           |  | Javier Margas    |  |    |
| MF           |  | Jaime Pizarro    |  |    |
| MF           |  | Raúl Ormeño      |  |    |
| MF           |  | Jorge Contreras  |  | a' |
| FW           |  | Fabián Estay     |  |    |
| FW           |  | Aníbal González  |  | b' |
| FW           |  | Rubén Martínez   |  | c' |
| Substitutes: |  |                  |  |    |
| MF           |  | Héctor Puebla    |  | a' |
| FW           |  | Richard Zambrano |  | b' |
| FW           |  | Luis Guarda      |  | c' |
| Manager:     |  |                  |  |    |
| Arturo Salah |  |                  |  |    |